# Johann Matthias Firmenich-Richartz

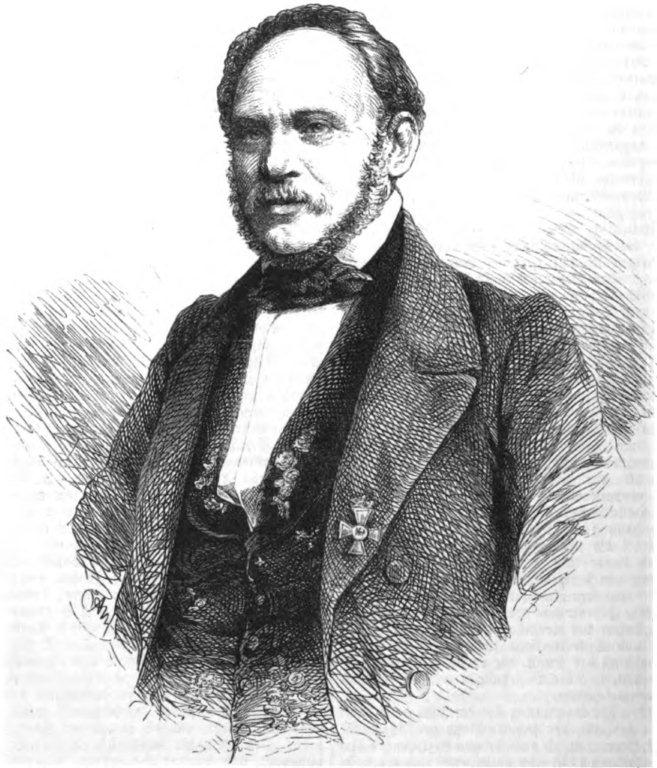
Johann Matthias Firmenich, 1862. Grafik von Adolf Neumann.

Johann Matthias Firmenich-Richartz (* 5. Juni 1808 in Köln als Firmenich; † 10. Mai 1889 in Potsdam) war ein deutscher Germanist und Dichter.

## Leben
Firmenich besuchte das Karmeliter-Gymnasium in Köln, anschließend die Universitäten Bonn und München, wo er promovierte. Er zeigte früh Sprachtalent und eine besondere Neigung zum Volkstümlichen. Mit Beifall wurden schon seine in kölnischer Mundart gedichteten Volkslieder sowie einige für die Karnevalsfeier verfasste Lustspiele (z. B. De Köllsche in Paris) aufgenommen; Aufsehen machte die von ihm bearbeitete Sage Von der Frau Richmod in Köln am Rhein.
Nach Vollendung seiner akademischen Studien in Bonn und München lebte er zwei Jahre in Rom, ging von da nach Frankreich und Belgien und veröffentlichte nach seiner Rückkehr die romantische Tragödie Clotilda Montaleri, die mehrfach aufgeführt wurde. Eine andere dramatische Arbeit ist das Lustspiel Nach hundert Jahren.
Von seinen Liedern und sonstigen Gedichten in hochdeutscher, englischer, neugriechischer und anderen Sprachen wurde keine Sammlung veröffentlicht. Seit 1839 lebte Firmenich in Berlin, wo er eine Sammlung neugriechischer Volksgesänge mit Übersetzung (Berlin 1840, 2. Teil 1867) herausgab. Verdienst erwarb er sich durch das Nationalwerk Germaniens Völkerstimmen: Sammlung d. dt. Mundarten in Dichtungen, Sagen, Mährchen, Volksliedern.
Da der Onkel seiner Ehefrau, der 1861 in Köln verstorbene Millionär Johann Heinrich Richartz, ihn zum Universalerben einsetzte, nahm er entsprechend der Testamentsbestimmung seinen Wohnsitz in Köln. Auf seinen Antrag hin durfte er den Namen Richartz seinem eigenen hinzufügen.
Nach langer Krankheit starb Firmenich am 10. Mai 1889 in Potsdam und wurde auf dem Poppelsberger Friedhof in Bonn beerdigt.

## Weitere Werke
- Tragudia rhōmaika. Neugriechische Volksgesänge: Original und Übersetzung; in Zusammenstellung mit den uns aufbewahrten altgriechischen Volksliedern. Berlin, 2 Bände.
- Clotilda Montaleri. Romantische Tragödie in 5 Aufzügen. Berlin 1840
- Germaniens Völkerstimmen, Sammlung der deutschen Mundarten in Dichtungen, Sagen, Mährchen, Volksliedern u.s.w. Berlin 1846, 1846 u. 1854
  - Germaniens Völkerstimmen. Sammlung der deutschen Mundarten in Dichtungen, Sagen, Mährchen, Volksliedern u.s.w. Berlin, o. J.
- Volksdichtungen nord- und südeuropäischer Völker alter und neuer Zeit. Nachträge zu den in Germaniens Völkerstimmen vertretenen Mundarten der gothisch-germanischen Völker. Berlin: Schlesinger’sche Buch- und Musikhandlung 1867
- Dä Bevva un et Hänneschen om Göözenich. Fastelovendshöchgen. Köln: Schlösser 1893

## Biografie
- Jakob Schnorrenberg: Firmenich-Richartz, Johann Matthias. In: Allgemeine Deutsche Biographie (ADB). Band 48, Duncker & Humblot, Leipzig 1904, S. 561 f.

## Weblink
- Literatur von und über Johann Matthias Firmenich-Richartz im Katalog der Deutschen Nationalbibliothek